# 미쓰비시 프라우디아
미쓰비시 프라우디아(Mitsubishi Proudia)는 일본 미쓰비시자동차공업의 대형차로, 데보네어의 후속 차종이다.

## 1세대

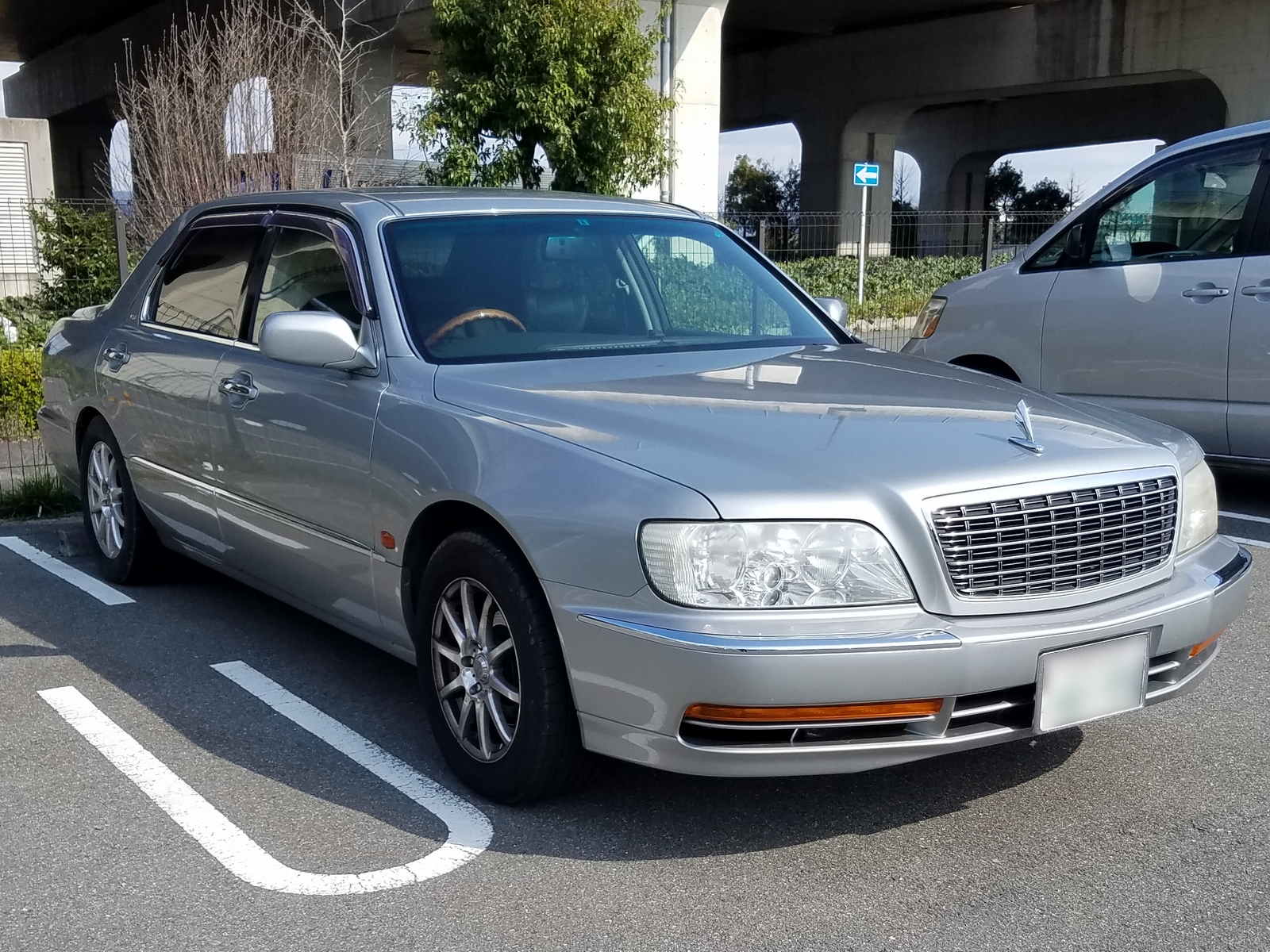
미쓰비시 프라우디아 정측면

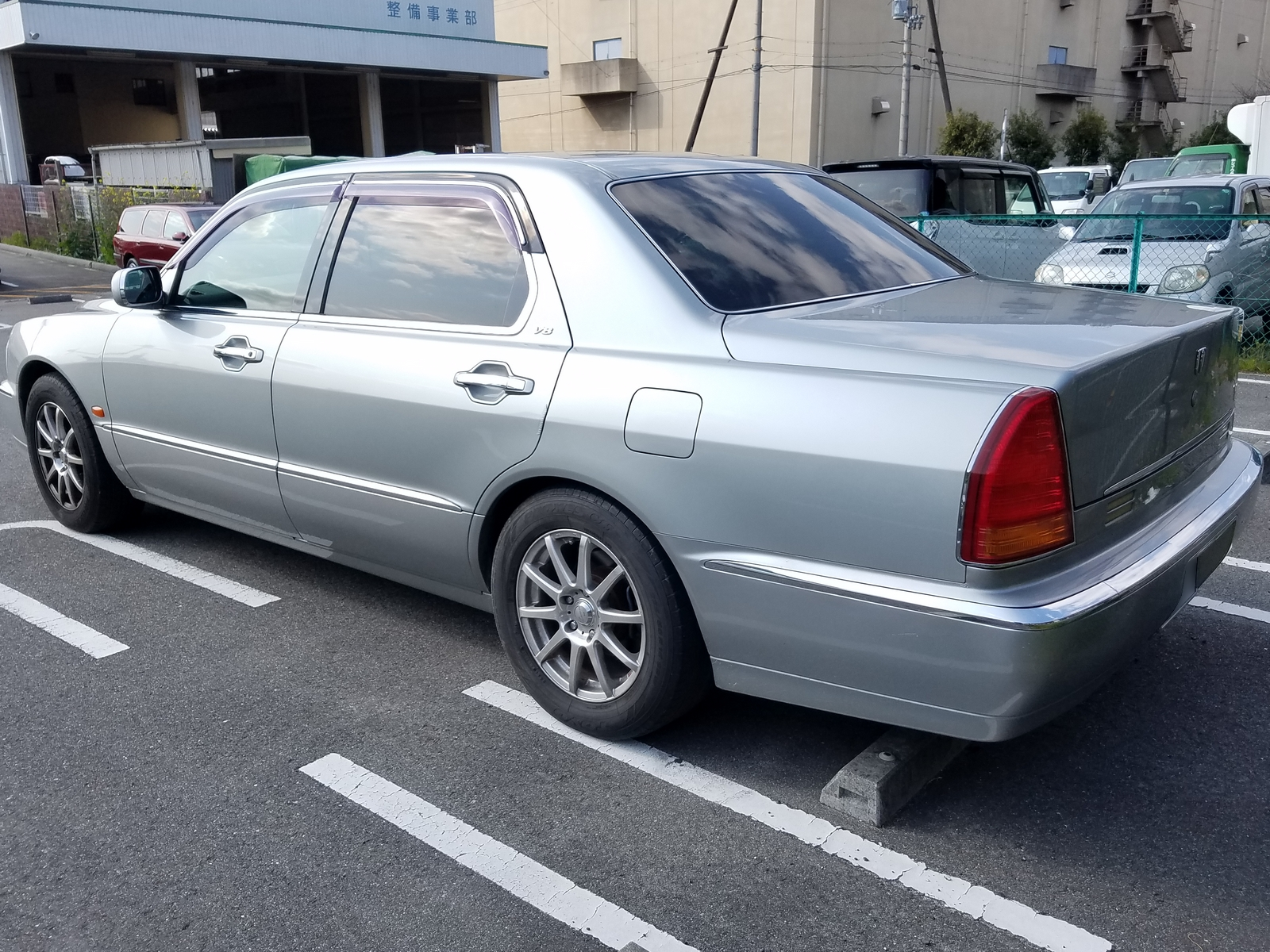
미쓰비시 프라우디아 후측면

현대자동차와 미쓰비시자동차공업이 공동 개발하여 1999년에 출시한 전륜구동 방식의 대형차이다. 기존에 판매되던 데보네어를 대체하며, 대한민국에서는 현대자동차가 에쿠스로 판매하였다. 직접 분사 방식(GDI)의 V8 4,500cc 엔진(280마력)과 V6 3,500cc 엔진(240마력)을 탑재하였다. 전장이 긴 스트레치드 리무진의 경우 현대자동차에서는 에쿠스 리무진으로 출시되었으나, 미쓰비시자동차공업에서는 디그니티라는 별도의 차명이 붙어 출시되었다. 이후 현대자동차는 제네시스의 후륜구동 플랫폼을 이용해서 독자 개발한 2세대 에쿠스까지 출시하였으나, 미쓰비시자동차공업에서는 1999년 383대, 2000년 759대, 2001년 85대 등 불과 1,227대만 생산되어 판매가 부진하였다. 2001년 생산되던 공장이었던 오에 공장마저 폐쇄되었을 때 현대 에쿠스를 가져와 조립생산하는 것도 검토되었지만 리콜 은폐 문제 때문에 내부 상황이 악화되어 디그니티와 함께 단종되었다.

## 2세대

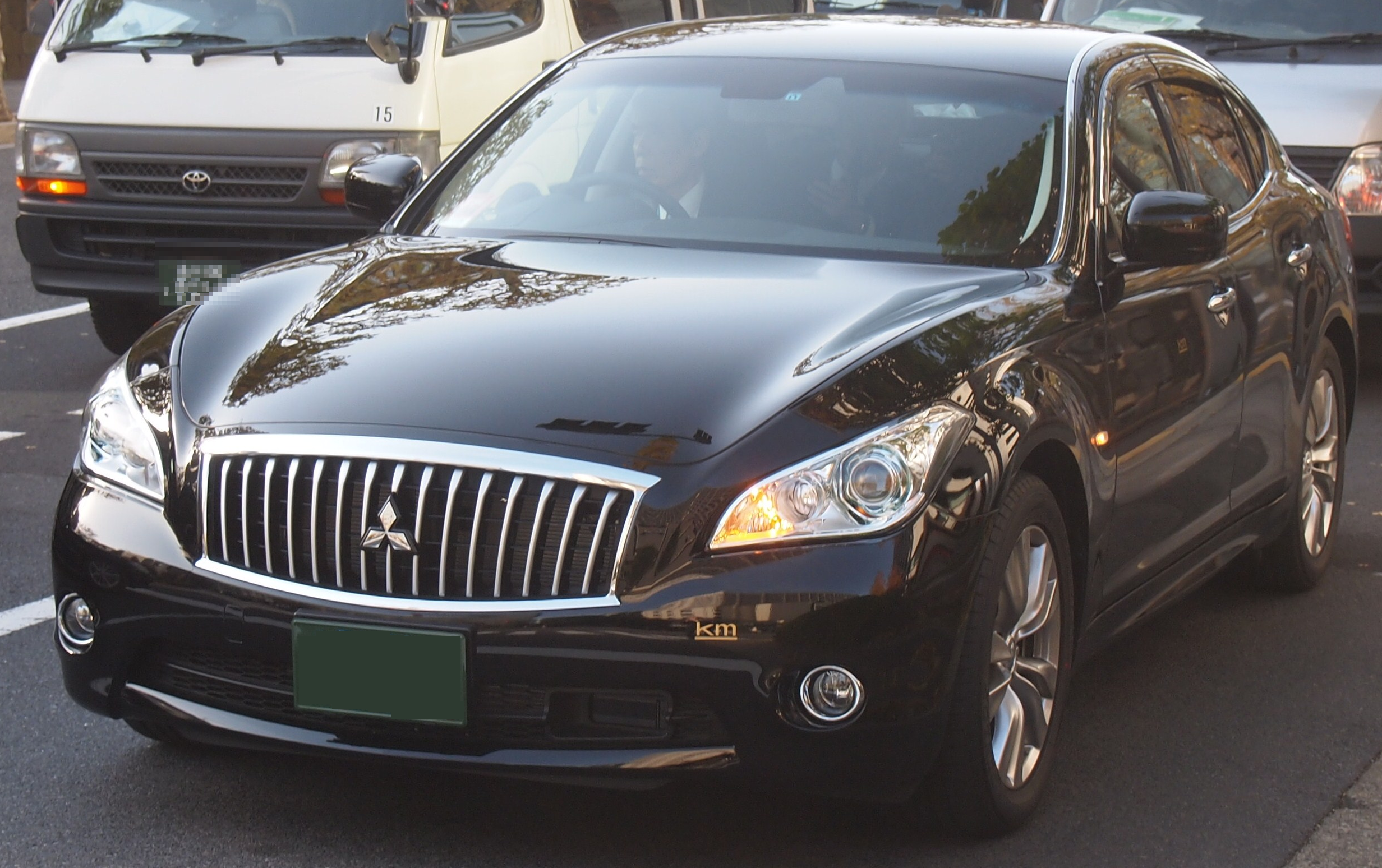
미쓰비시 프라우디아 정측면

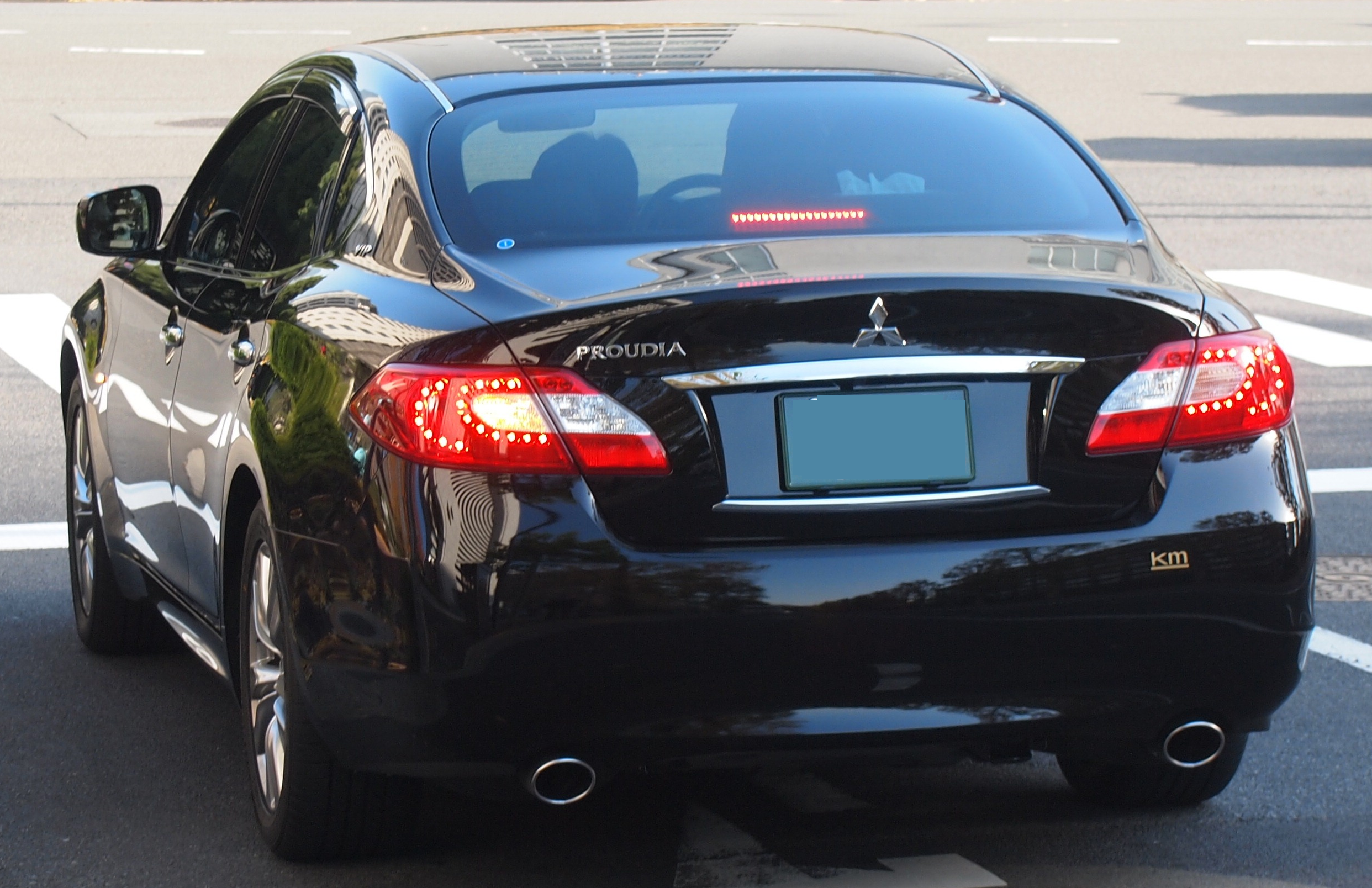
미쓰비시 프라우디아 후측면

닛산 자동차와 미쓰비시자동차공업이 협약을 맺어 2012년부터 후륜구동 방식의 닛산 푸가(2세대)(인피니티 M/Q70)를 OEM 방식으로 닛산에서 공급 받아 프라우디아의 이름을 붙여 판매하였다. 대신 닛산은 미쓰비시자동차공업의 경자동차 기반의 전기 차종인 i MIEV를 OEM 방식으로 공급 받기로 합의했다. 하지만 판매가 부진하여 2016년 12월에 디그니티와 함께 후속 없이 단종되었다.

## 같이 보기
- 미쓰비시 디그니티